# Гуйяш, Геза
Ге́за Гу́йяш (венг. Gulyás Géza; 5 июня 1931, Будапешт — 14 августа 2014, Секешфехервар) — венгерский футболист.

## Карьера
Начал свою футбольную карьеру в 1952 году с «Ференцварошем». Гуйяш играл на позиции голкипера, в 1952—1958 годах он провёл 131 матч. Играя в одном из наиболее успешных клубов Венгрии, Геза Гуйяш, однако так и не смог выиграть титул с «Ференцварошем». Его единственный трофей с клубом — победа в национальном кубке в 1958 году. После того сезона Гуйяш покинул клуб и присоединился к «Ланг Вашаш», где играл в течение следующих шести лет без особого успеха. В 1964 году он закончил карьеру в возрасте 33 лет и с 1965 по 1973 год работал тренером «Ланг Вашаш». В 1970 году он возобновил карьеру и провёл две игры за «Ференцварош», ему даже удалось забить гол, единственный в официальном матче за всю карьеру.
С венгерской национальной сборной Геза Гуйяш принял участие в чемпионате мира 1954 года в Швейцарии в качестве третьего вратаря после Дьюлы Грошича и Шандора Геллера. В турнире он не играл. Более того, он никогда не играл в международном матче, но почти стал чемпионом мира, так как его команда, которая была в то время одной из лучших в мире, не смогла на «Ванкдорфе» в Берне переиграть ФРГ, немцы победили со счётом 3:2.
Скончался 14 августа 2014 года в больнице города Секешфехервар после продолжительной болезни.